# Armand Traoré
Armand Traoré (født 8. oktober 1989 i Paris, Frankrig) er en fodboldspiller (venstreback) som spiller for Cardiff City, udlejet fra Nottingham Forest. Han han tidligere spillet for blandt andet Juventus og Arsenal.

## Landshold
Traoré har (pr marts 2018) spillet fem kampe for Senegals landshold. 